# Afinação havaiana

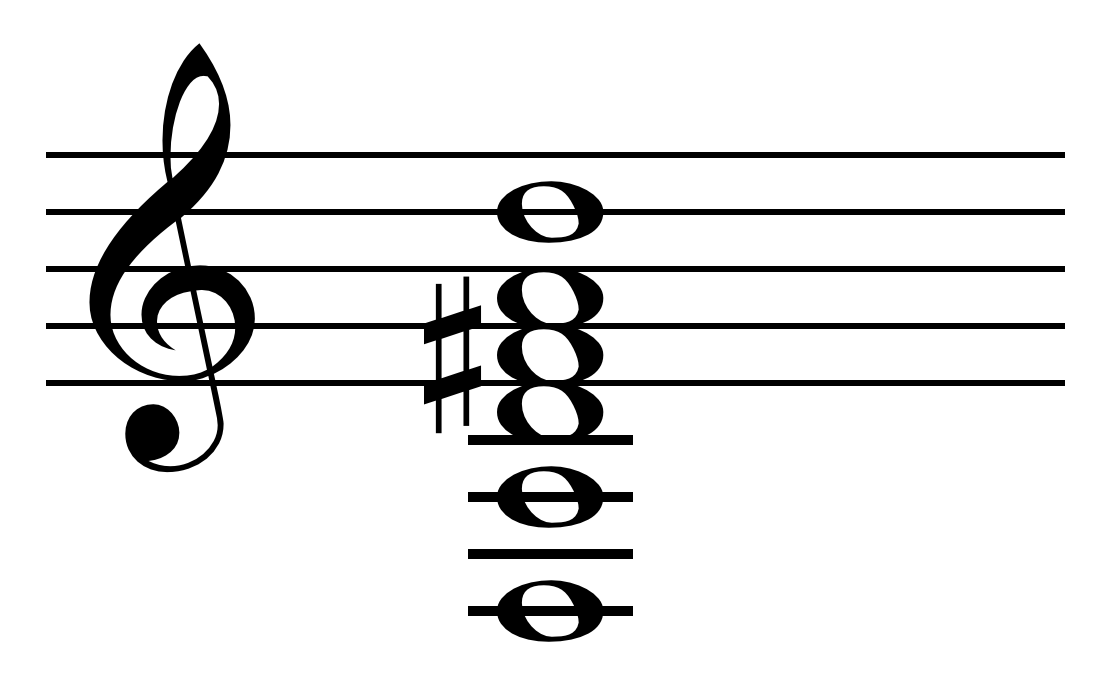
Open strings of open D tuning.

A afinação Open D, também conhecida como Afinação Havaiana, é uma afinação aberta de guitarra onde se ouve um Ré maior ao se tocar as cordas soltas. Ela pode ser representada, da corda mais grave para a mais aguda, como D A D F# A D.
Quando as cordas são tocadas sem se apertar nenhuma casa, o som que deve sair é o som referente a um acorde de Ré maior. Isto simplifica a vida de quem toca nesta afinação que, por exemplo, para fazer um acorde maior, só precisa usar um dedo.
Embora a afinação havaiana sirva em qualquer violão ou guitarras, é muito popular entre os que tocam violões ou guitarras deslizantes, já que essa afinação permite que eles toquem acordes completos só deslizando. O som inteiro e vibrante que ela produz, particularmente em violões, também é ideal para dedilhados
Muitas novas formas de acordes e sons são disponibilizadas por esta afinação. Ela oferece um forte elemento para composições que produz tais marcadas diferentes qualidades tonais que não podem ser encontradas na afinação padrão. A escala completa de maiores e menores acordes, com todas as suas extensões, estão disponíveis ao que toca.
Muitos guitarristas bem conhecidos usaram esta afinação nalgum ponto de suas carreiras. Por exemplo: Bob Dylan, em seu álbum Blood on the Tracks, foi gravado inteiramente usando-se esta afinação. Outro ícone que usa esta afinação é Barry Gibb, dos Bee Gees, que aprendeu a tocar violão nela quando criança com o pai, Hugh Gibb, e sempre a usou, até nos tempos atuais.

## Exemplos de acordes em Open D
```
* C     [10 10 10 10 10 10]
* C7    [10 13 10 10 10 10]
* Cm    [x 3 1 1 3 1]
* C7m   [10 13 10 10 13 10]
* C#    [11 11 11 11 11 11]
* C#m   [x 4 2 2 4 2]
* D     [0 0 0 0 0 0]
* D7    [0 3 0 0 0 0]
* Dm    [x 5 3 3 5 3]
* D7m   [0 3 0 0 3 0]
* Eb    [1 1 1 1 1 1]
* Ebm   [x x 1 0 1 1]
* E     [2 2 2 2 2 2]
* E7    [2 5 2 2 2 2]
* Em    [x x 2 1 2 2]
* E7m   [2 5 2 2 5 2]
* F     [3 3 3 3 3 3]
* F7    [3 6 3 3 3 3]
* Fm    [x x 3 2 3 3]
* F7m   [3 6 3 3 6 3]
* F#    [4 4 4 4 4 4]
* F#m   [x x 4 3 4 4]
* G     [5 5 5 5 5 5]
* G7    [5 8 5 5 5 5]
* Gm    [5 x 5 4 5 x]
* G     [5 8 5 5 8 5]
* G#    [6 6 6 6 6 6]
* G#m   [x x 6 5 6 6]
* A     [7 7 7 7 7 7]
* A7    [7 10 7 7 7 7]
* Am    [x x 7 6 7 7]
* A     [7 10 7 7 10 7]
* Bb    [8 8 8 8 8 8]
* Bbm   [x x 8 7 8 8]
* B     [9 9 9 9 9 9]
* Bm    [x 2 0 0 2 0]

```